# Villanueva de la Serena
Villanueva de la Serena – hiszpańskie miasto w Estremadurze, w prowincji Badajoz, w comarce Las Vegas Altas.
Miasto znajduje się na terenie comarki Las Vegas Altas, w pobliżu La Serena i 5 kilometrów od Don Benito.
Powierzchnia miasta to 153 km², a liczba ludności zgodnie z danymi INE z 2005 roku wynosi 25 484.

## Zabytki
- La Casa Consistorial
- Casa de la Tercia
- La Casa de los Bolos
- La Jabonera
- klasztor św. Benito i Palacio Prioral
- kaplica św. Sepulcro
- parafia Naszej Pani z Asunción

## Edukacja
W mieście znajdują się liczne szkoły podstawowe i trzy ponadpodstawowe: Pedro de Valdivia, San José i Puerta de la Serona.
| 1991   | 1996   | 2001   | 2004   | 2005   | 2018   |
| ------ | ------ | ------ | ------ | ------ | ------ |
| 22 879 | 23 833 | 24 092 | 24 491 | 25 484 | 25 759 |